# Bajka o przebiegłym szakalu i dobrym wielbłądzie
Bajka o przebiegłym szakalu i dobrym wielbłądzie (ros. Шакалёнок и верблюд) – radziecki krótkometrażowy film animowany z 1956 roku w reżyserii Władimira Połkownikowa. Scenariusz napisał Lew Arkadjew i Igor Bołgarin. Na motywach indyjskiej bajki ludowej.

## Obsada (głosy)
- Gieorgij Wicyn jako Szakal
- Giennadij Dudnik jako Wielbłąd

## Animatorzy
Roman Kaczanow, Władimir Krumin, Boris Czani, Igor Podgorski, Aleksandr Winokurow, Faina Jepifanowa, Kiriłł Malantowicz, Wiaczesław Kotionoczkin, Giennadij Nowożyłow, Dmitrij Biełow.